# Doina Fischer
Doina Fischer, geboren als Doina Fodor, (* 11. August 1969 in Bukarest, Rumänien) ist eine österreichische Dirigentin, Komponistin und Violinistin rumänischer Herkunft.

## Leben und Karriere
Fischer begann mit sechs Jahren Violine zu spielen und gewann bereits in der Kindheit mehrere Violinwettbewerbe. Ab 1981 spielte sie als Solistin, wo sie unter anderem Violinkonzerte von Antonio Vivaldi und Johann Sebastian Bach zum Vortrag brachte.
Von 1988 bis 1990 studierte sie das Konzertfach Violine an der Musikakademie in Bukarest, bis 1994 an der Hochschule für Musik und Darstellende Kunst in Wien und von 1995 bis 1996 an der Musikhochschule Graz. Zwischen 1991 und 1993 spielte sie die Erste Violine beim ORF-Symphonieorchester. Bis 1994 war Fischer Konzertmeisterin an der Wiener Kammeroper und Konzertmeisterin an der Neuen Oper Austria, von 1996 bis 1997 dann 2. Konzertmeisterin beim Bruckner Orchester Linz. 
Ab 1998 trat Donia Fischer nur noch solistisch auf und hat seit dem ca. 1500 Auftritte absolviert. 1998 gründete sie das Konzertensemble Wiener Flair, mit dem sie gehobene Salonmusik aufführte. In der Folgezeit gründete Fischer weitere Musikensembles: das Ballorchester Wiener Flair, die Formation Doina Fischer & Ensemble, das Streichquartett Doina Fischer und die Schrammeln Wiener Flair. Mit Salonmusik trat sie als Geigerin auch regelmäßig auch bei Konzertveranstaltungen in Wiener Kaffeehäusern auf, unter anderem im September 2001 im Café Dommayer, neben Künstlern wie Brigitte Neumeister, Adi Hirschal und Gerald Pichowetz, im Rahmen des Kulturherbstes des Wiener Volksbildungswerkes.
Fischer konzertierte unter anderem im Rahmen der Wiener Festwochen, in der Wiener Stadthalle („Konzert für Europa“), auf Schloss Schwarzau (seit 2003), auf Schloss Rothschild in Reichenau an der Rax (2005–2008), auf Schloss Wilhelminenberg (2003), auf Stift Seitenstetten (2003) und im Rahmen von Tourneen nach Japan, China und Südamerika. Mehrfach spielte sie die Neujahrskonzerte in Bruck an der Leitha.
Im November 2001 war Fischer im Bezirksmuseum Josefstadt mit Wiener Musik und Wiener Liedern in dem Programm Am Anfang war die Kuchlkredenz im Rahmen einer Lesung der österreichischen Erzählerin und Lyrikerin Trude Marzik zu hören. Im September 2008 trat sie auf der Freilichtbühne Loreley im Rahmen des Undisputed Peace Festival 2008 auf.
Sie ist Preisträgerin mehrerer Violinwettbewerbe. Sie erhielt unter anderem den 1. Preis beim Internationalen Jugendmusikwettbewerb für Violinisten und Kammermusiker „Città di Stresa“ (Concorso internazionale di musica „Città di Stresa“) in Italien (1983) und den 1. Preis beim Nationalen Wettbewerb für Musik Ciprian Porumbescu in Rumänien (1984). 1985 war sie Finalteilnehmerin beim Yehudi-Menuhin Wettbewerb in Folkestone (England).
Doina Fischer ist seit 1991 verheiratet und Mutter von fünf Kindern.

## Veröffentlichungen
- 2007: Zauber einer Geige Vol. 1
- 2007: Zauber einer Geige Vol. 2